# Heracleum dalgadianum
Heracleum dalgadianum är en flockblommig växtart som beskrevs av Sarah M. Almeida. Heracleum dalgadianum ingår i släktet lokor, och familjen flockblommiga växter. Inga underarter finns listade i Catalogue of Life.